# Macrotrachela ligulifera
Macrotrachela ligulifera is een raderdiertjessoort uit de familie Philodinidae. De wetenschappelijke naam van deze soort is voor het eerst geldig gepubliceerd in 1947 door Bartos.